# Valdefresno
Valdefresno est un municipio (municipalité ou canton), dans la province de León, communauté autonome de Castille-et-León, dans le Nord de l'Espagne.
Le territoire de ce municipio est traversé par le Camino francés du Chemin de Saint-Jacques, qui passe par les localités de Arcahueja et Valdelafuente.

## Géographie
Les localités du municipio sont :
- Arcahueja
- Carbajosa
- Corbillos de la Sobarriba
- Golpejar de la Sobarriba
- Navafría
- Paradilla de la Sobarriba
- Sanfelismo
- Santa Olaja de Porma
- Santibáñez de Porma
- Santovenia del Monte
- Solanilla
- Tendal
- Valdefresno
- Valdelafuente
- Villacete
- Villacil
- Villafeliz de la Sobarriba
- Villalboñe
- Villaseca de la Sobarriba
- Villavante

## Culture et patrimoine

### Pèlerinage de Compostelle
Sur le Camino francés du Pèlerinage de Saint-Jacques-de-Compostelle, on vient de la localité de Villarente dans le municipio de Villasabariego) ; les haltes dans ce municipio de Valdefresnosont les localités de Arcahueja et Valdelafuente ; le municipio suivant est León.

## Sources et références
- (es) Cet article est partiellement ou en totalité issu de l’article de Wikipédia en espagnol intitulé « Valdefresno » (voir la liste des auteurs).
- Grégoire, J.-Y. & Laborde-Balen, L. , « Le Chemin de Saint-Jacques en Espagne - De Saint-Jean-Pied-de-Port à Compostelle - Guide pratique du pèlerin », Rando Éditions, mars 2006,  (ISBN 2-84182-224-9)
- « Camino de Santiago St-Jean-Pied-de-Port - Santiago de Compostela », Michelin et Cie, Manufacture Française des Pneumatiques Michelin, Paris, 2009,  (ISBN 978-2-06-714805-5)
- « Le Chemin de Saint-Jacques Carte Routière », Junta de Castilla y León, Editorial

1. ↑  www.cajaespana.es Budget du municipio.